# Paul J. Weitz
Paul Joseph Weitz (25 de julio de 1932 - 22 de octubre de 2017) fue un oficial naval y aviador estadounidense, ingeniero aeronáutico, piloto de pruebas y astronauta de la NASA, que voló al espacio dos veces. Fue miembro de la tripulación de tres personas que voló en el Skylab 2, la primera misión tripulada del Skylab. También fue comandante de la misión STS-6, el primero de los vuelos del transbordador espacial Challenger.